# Gammaropsis semichelatus
Gammaropsis semichelatus is een vlokreeftensoort uit de familie van de Photidae. De wetenschappelijke naam van de soort is voor het eerst geldig gepubliceerd in 1957 door Barnard.